# جیمز فلیمینگ فاگان
جیمز فلیمینگ فاگان (انگلیسی: James Fleming Fagan; ۱ مارس ۱۸۲۸ – ۱ سپتامبر ۱۸۹۳) فرد نظامی اهل ایالات متحده آمریکا بود.